# (73342) Guyunusa
(73342) Guyunusa es un asteroide del cinturón principal. Fue descubierto por el astrónomo uruguayo Gonzalo Tancredi el 4 de mayo de 2002, en el observatorio astronómico Los Molinos, y lleva el nombre de la indígena charrúa Guyunusa.